# 月風魔伝
『月風魔伝』（げつふうまでん）は、コナミが開発し1987年7月7日に発売されたファミリーコンピュータ用アクションロールプレイングゲーム。海外では発売されていない。
後に移植版として、2006年にWindows用ソフトとしてi-revoにて配信されたほか、バーチャルコンソール対応ソフトとして2009年にWii、2013年にニンテンドー3DS、2015年にWii Uにてそれぞれ配信された。

## 概要
地獄を舞台とする和風テイストの作品で、2人の兄を殺された主人公の月風魔による復讐の旅が描かれる。魔物たちと戦いつつフィールド上の様々な場所を訪れてアイテムを集め、宿敵である魔王・龍骨鬼の打倒を目指す。開発中のタイトルは「月風魔」。
発売当時の広報展開は新方式のゲートアレイ採用、64×64ドットの巨大キャラ、高精度グラフィックスなど、主に技術面や映像面を強調して宣伝された。また、本作のパッケージの前面にはレンチキュラー仕様の印刷が施されており、見る角度によって絵が変わる。
コナミはPlayStation 2の時代に『真 月風魔伝』の商標を取ったが発売はされなかった。その後、2022年2月10日には、本作の続編『GetsuFumaDen: Undying Moon』が発売された。

## ゲーム内容

### システム
「けん」と「いのち」
画面上部に「けん（剣）」と「いのち（命）」の2本のゲージが示され、「けん」は攻撃アイテムを装備していない状態（岩の剣は除く）での攻撃力を表し、倒した敵の数が多ければ多いほど上がってゆく（ロールプレイングゲームにおける経験値と同等）。「いのち」は風魔の生命力を表し、風魔のゲージが0になると1ミスとなってしまう。
復活の呪文
ゲームオーバー時に画面に表示される16文字の羅列から成る「復活の呪文（パスワード）」を控えておくと、次回プレイ時にパスワードを取った時点で揃えたアイテム全てと半額の「おかね」を保持した状態でスタート地点から再開できる。裏技として、最強状態で龍骨鬼戦直前のものや、エンディングへ直行するもの、「けん」のゲージが初期状態より更に低い空の状態などのパスワードもある。

### 画面構成
フィールドマップ
トップビュー方式のマップ画面。フィールドマップではランダムエンカウントによる戦闘は無い。道中にある「鳥居」、あるいは一部の地域に存在する「赤鬼」「骸骨」などに接触すると横スクロールアクション面に切り替わる。その他には情報収集や回復などで利用する「ほこら」、アイテムを購入する道具屋が点在している。
アクションステージ
サイドビュー方式の横スクロールアクション面。さまざまなタイプのアクション面が存在する。ステージによっては足場が途切れている場所があり、転落すると1ミスとなる。この他にも様々な障害物が配置されており、一部の障害物は攻撃アイテムの岩の剣によって破壊が可能。
3Dダンジョン
狂鬼島を除く3つの島にそれぞれ存在する地下迷宮。内部は3D視点の迷路となっており、特定の場所に配置された敵と遭遇すると戦闘シーンとなる。また、敵と同じく特定の場所に配置された先人の亡霊（武者、修験者など）に遭遇すると進行のヒント提供などの補助が得られ、福の神がお金を降らすボーナスステージが存在する迷宮もある。
迷宮の最奥部に到着すると横スクロールアクション面「三途の川」に切り替わり、さらにその奥に待ち受ける魔神を撃破すると波動剣を入手できる。

### アイテム

#### 攻撃アイテム
守り太鼓
前方に力（ちから）の文字を飛ばして敵を攻撃する。ただし、射程は短め。
岩の剣
横アクションステージ面の一部の障害物を破壊できる。
呪いの爆薬
斜め下に発射されて地形に沿って転がり、一定距離を進むと上、右、左の三方向に炸裂する。壁を乗り越えることはできないので、主に自身より低い位置の敵に有効。
手裏剣
前方へ三つ同時に手裏剣を放つ。射程は無制限。
魔性のコマ
ジャンプの動作が前方に剣をかざしながらの回転ジャンプに変化する。この動作中は無敵状態となり体当たりで攻撃できるが、跳躍力がごくわずかに低下する。波動剣を除く攻撃アイテムとの併用が可能であり、体当たりの攻撃力は併用中のアイテムのそれ（手裏剣は1発分）に準ずる。
呪いの衣
呪いの力によって体が発光し、数秒だけボス以外の敵を体当たりの一撃で倒せる無敵状態になる。使い捨て。
波動剣
月氏門外不出の霊剣。使用者の精神エネルギーを増幅させて精神波を放つが、ゲーム中では三本を融合させた「大念動波剣」となって初めて使用可能となる。大念動波は無制限の射程に加えて3方向へ拡散し、一部の障害物の破壊も可能。

#### 防御アイテム
お守り
一時的に防御力を上げ、ダメージを軽減する。
霊薬
「いのち」を一定量回復する。使い捨て。
3Dダンジョン面でも特定の箇所に落ちているが、こちらは拾うと自動的に使用され、持ち歩くことはできない。
呪文の赤玉
3Dダンジョン面の敵を一撃で消滅させる。使い捨て。3Dダンジョン面の特定の箇所にも落ちている。
呪文の青玉
横スクロールアクション面の画面上の敵を消滅させる。使い捨て。
方向石
3Dダンジョン面で風魔が進んでいる方角を表示する。
ろうそく
3Dダンジョン面で洞窟内を明るく照らし出す。
守り玉
周囲に3つの火の玉が現れて回転し、敵の攻撃から身を守る。一定量のダメージによって消滅する。使い捨て。

#### その他
ワラ人形
横スクロールアクション面の特定の場所に存在し、取ると残機数が1増える。
巾着
横スクロールアクション面で敵を倒すと出現する巾着袋。取ると「おかね」が増加し、その金額は敵によって異なる。
3Dダンジョン面では敵を倒すと自動的に「おかね」が増えるが、巾着も戦闘とは無関係に特定の箇所に落ちている。
魂
横スクロールアクション面で敵を倒すと出現する人魂。取ると「いのち」が回復し、その回復量は敵によって異なる。

## ストーリー
西暦14672年の魔暦元年（まれきがんねん）。地獄界より覚醒した魔王・龍骨鬼が月氏三兄弟（げつしさんきょうだい）の統治する地上界を狙い、侵攻を開始した。三兄弟は家宝の霊剣・波動剣を手にしてこれに立ち向かうが、長兄と次兄は殺され、三本の波動剣も奪われた。生き残った末弟の風魔は、奪われた波動剣を取り戻して兄たちの仇を討つため、龍骨鬼の居城のある地獄界へと乗り込む。

## 主要キャラクター
月風魔（げつ ふうま）
主人公。龍骨鬼の出現以前に地上を統治していた月氏三兄弟の末弟。身長180cm、体重75Kg、19歳、琉球出身で、100mを6秒で走る俊足（時速換算で60km/h）と米俵を一度に三つ（約180kg）持ち上げられる怪力を持つ。
邪鬼（じゃき）
骨男（ほねおとこ）に飼い慣らされている巨躯の妖怪。骨男の持つ島間通行手形「鬼面符」（きめんふ）を得るために訪ねてきた挑戦者の相手を務める。歩行速度こそ遅いものの、それを補う跳躍移動と凄まじい攻撃力を備えている。
独眼独頭（どくがんどくず）
庇に「死」の文字をあしらった兜をかぶった単眼の生首の姿をした魔神。口からの火炎と強烈な体当たりを仕掛けてくる。鬼顔島（きがんとう）を支配し、波動剣の一本を守っている。
凶骨牛骸（きょうこつぎゅうがい）
甲冑に身を包んだ巨大な骸骨武者の姿をした魔神。腕部が欠損している代わりに4本の巨大な剣を意のままに操る。獄門島（ごくもんとう）を支配し、波動剣の一本を守っている。
竜頭鬼尾（りゅうとうきび）
長い一対の腕と尻尾に鬼の顔を持つ巨大な蛇の姿をした魔神。普段は3体の忍者に変身しての連携攻撃を得意とするが、合体によって本性を現すと俊敏な動きによる体当たりと火炎攻撃を仕掛けてくる。三首島（みつくびとう）を支配し、波動剣の一本を守っている。
龍骨鬼（りゅうこつき）
地獄界より覚醒し、地上に出現した魔王。本作の最終ボス。三匹の魔神を筆頭に数多くの魔物を従え、狂鬼島（きょうきとう）に居城を構える。風魔の兄2人を殺害し、一族の秘宝である波動剣を奪い去った。対決時には三形態に変化し最初はローブを着た魔術師のような姿をしているが、盾を構えた鎧姿を経て手足が人間の頭蓋骨で構成された巨大な骨の龍に変化する。

## 移植版
| No. | タイトル | 発売日            | 対応機種        | 開発元   | 発売元   | メディア                              | 型式 | 備考                                                             |
| --- | -------- | ----------------- | --------------- | -------- | -------- | ------------------------------------- | ---- | ---------------------------------------------------------------- |
| 1   | 月風魔伝 | 2006年            | Windows         | コナミ   | アイレボ | ダウンロード (i-revo)                 | -    |                                                                  |
| 2   | 月風魔伝 | 2009年1月27日     | Wii             | コナミ   | KDE      | ダウンロード （バーチャルコンソール） | -    |                                                                  |
| 3   | 月風魔伝 | 2013年2月20日     | ニンテンドー3DS | コナミ   | KDE      | ダウンロード （バーチャルコンソール） | -    |                                                                  |
| 4   | 月風魔伝 | 2015年4月8日      | Wii U           | コナミ   | KDE      | ダウンロード （バーチャルコンソール） | -    |                                                                  |
| 5   | 月風魔伝 | INT 2021年5月14日 | Windows         | エムツー | KDE      | ダウンロード (Steam)                  | -    | 『GetsuFumaDen: Undying Moon』のアーリーアクセス特典             |
| 6   | 月風魔伝 | INT 2022年2月10日 | Nintendo Switch | エムツー | KDE      | ダウンロード (ニンテンドーeショップ)  | -    | 『GetsuFumaDen: Undying Moon デジタルデラックスエディション 』版 |

## 音楽
BGMはコナミ矩形波倶楽部のマイケル前沢（前沢秀憲）が担当した。サントラ化は2度行われており、最初は1989年にキングレコードよりリリースされた『コナミファミコンミュージック メモリアルベスト Vol.1』である。ただし、マップBGM、アクションBGM、エンディングの3曲のみ収録されており、2015年、プロジェクトEGGによりリリースされた『コナミファミコンクロニクル Vol.3 ROMカセット編』でようやく全曲が収録されることになった。
風魔は『コナミワイワイワールド』（1988年）、『ワイワイワールド2 SOS!!パセリ城』（1991年）にゲスト出演しており、その際にも本作のBGMが多少のアレンジが加えられて使用されている。

## スタッフ
- 制作：超人橋本（橋本和久）、品門和浩（青山和浩）、蘭暮和之（山下和之）、風仁美、犀つかさ（徳田典）、斗武小川（小川光章）
- 美術：楊伶花、月仲本、娘ありす、日下進
- 音響：魔遺慶流（前沢秀憲）
- 監修：こなみ万太郎
- 表紙イラスト：米田朗

## 評価
- ゲーム誌『ファミコン通信』の「クロスレビュー」では、7・6・8・8の合計29点（満40点）となっている[14][11]。レビュアーの意見としては、「『リンクの冒険』と『ドラゴンバスター』の要素をミックスして、『悪魔城ドラキュラ』の続編に仕立てたような感じ」などと評されている[14]。

- ゲーム誌『ファミリーコンピュータMagazine』の読者投票による「ゲーム通信簿」での評価は以下の通り22.39点（満30点）となっている[1]。また、同雑誌1991年5月10日号特別付録の「ファミコンロムカセット オールカタログ」では、「画面はおどろおどろしい怪奇的な雰囲気になっている」と紹介されている[1]。

| 項目 | キャラクタ | 音楽 | 操作性 | 熱中度 | お買得度 | オリジナリティ | 総合  |
| 得点 | 4.02       | 3.81 | 3.67   | 3.88   | 3.50     | 3.51           | 22.39 |
- ゲーム誌『ユーゲー』では、本作のグラフィックや演出面に関して「画面全体を使ったオープニングや巨大な龍骨鬼には度肝をぬかれた」と称賛し、「メインとなるACTもコナミだけに操作性が良く、しっかりした作りである」、「BGMにも良いものが多く、横スクロール画面・フィールド・龍骨鬼など名曲がそろっており、その点でも印象深い」と操作性、音楽に関しても称賛している[12]。

- ゲームムック『死ぬ前にクリアしたい200の無理ゲー ファミコン&スーファミ』では、『源平討魔伝』との類似性を指摘した上で「オリジナル要素もたくさんあり、ある程度の差別化は図られていた」と好意的な意見も述べているが、「コンテニューを諦めないとパスワードを教えてもらえないなど、欠点も少なくなかった」と一部ゲームシステムに関して否定的に評価している[13]。

なお、本作は前年にナムコから稼働されたアーケードゲーム『源平討魔伝』（1986年）に類似する点が見られるとして当時の『月刊Beep』の読者ページにてこの件に関する論争の投書が掲載された。それから十数年後に『月刊Beep』の後継誌ともいえる『ドリマガ』では、当時のスタッフへのインタビューで『源平討魔伝』の影響を受けて製作したことを公式に認めた。